# Biserica de lemn din Seliște, România

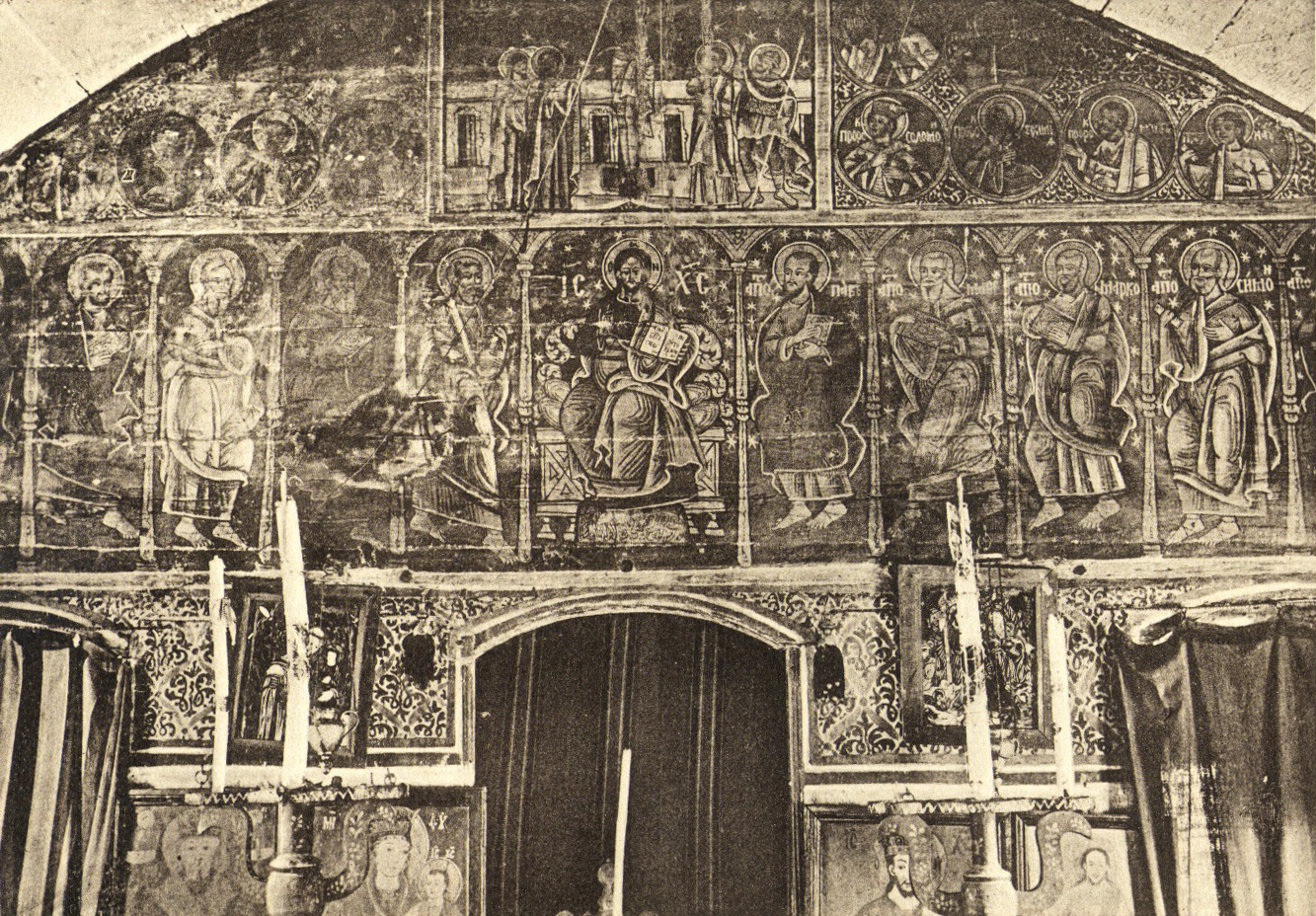
Iconostasul bisericii de lemn din Seliște, Arad, 1926

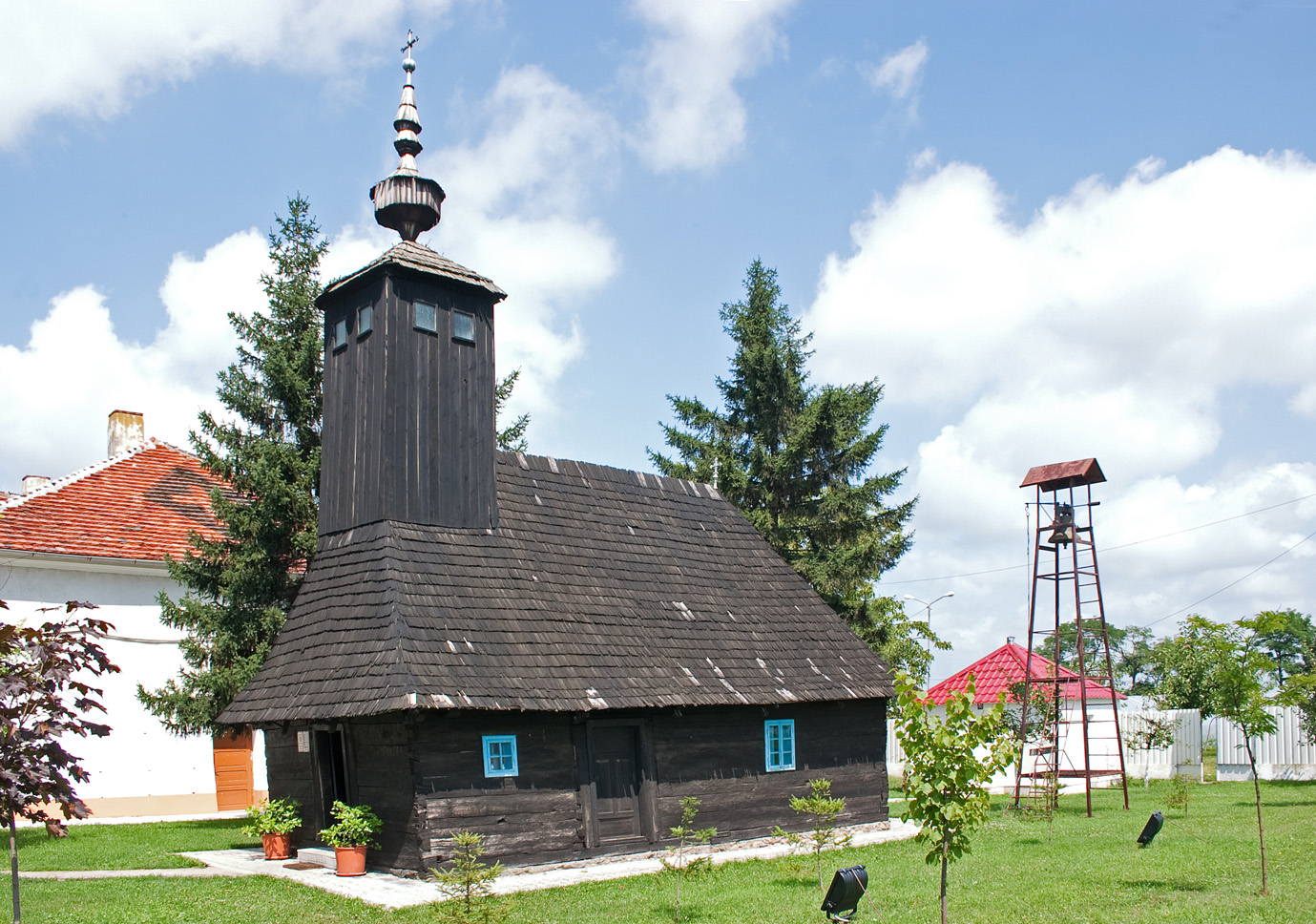
Biserica de lemn cu hramul „Sfinții Apostoli Petru și Pavel" adusă din localitatea Seliște în incinta Mănăstirii Gai

Biserica de lemn din Seliște, județul Arad a fost restaurată în 1966 cu ajutorul statului . Biserica a fost strămutată în anul 1984, la Mănăstirea Gai din Arad cu sprijinul Episcopiei Arad și cu aprobarea Consiliului Parohial al Parohiei Ilteu. Strămutarea s-a făcut cu ajutorul credincioșilor, putând fi și astăzi vizitată în incinta Mănăstirii.

## Istoric și trăsături
Biserica a fost adusă în Arad din localitatea Seliște, aflată în extremitatea estică a județului Arad și atestată documentar în anul 1479, sub numele de Ziliste ca aparținând domeniului Vărădia. În localitatea de origine biserica era amplasată pe dealul cimitirului. Are o lungime de 11,10 m și o lățime de 4,90 m, fiind construită din lemn de gorun; bârnele se îmbină la colțuri în sistemul „coadă de rândunică”. Acoperișul din șindrilă este unitar pentru toată clădirea. Tălpoaiele de lemn sunt așezate pe o fundație de piatră. Biserica are un plan dreptunghiular, cu absida altarului nedecroșată, poligonală cu trei laturi. Turnul bisericii are, de la sol până la capătul crucii din vârf, o înălțime de 11,15 m și are la bază o structură prismatică. Sistemul de acoperire este cu boltă semicilindrică deasupra naosului, în timp ce pronaosul este tăvănit. 
Există două intrări: una amplasată pe latura de vest a pronaosului, cealaltă pe latura de sud a naosului. Iconostasul, ce desparte altarul de naos, este confecționat din scânduri de gorun. Stâlpul din stânga al ancadramentului intrării sudice păstrează o inscripție cu litere chirilice: „SCRISAM EU POPA PETRU DIN SELIȘCE MES ... APR 1775”. Se poate însă ca anul să se refere doar la o reparație sau la sfințirea bisericii, iar aceasta ar putea fi mai veche, edificată undeva spre mijlocul secolului XVIII.

## Pictura
La Seliște au lucrat doi importanți pictori de biserici: Nicolae de la Lupșa Mare a realizat pictura altarului, în timp ce Filip (preot și zugrav din Lugoj) a pictat iconostasul și icoana Punerea în mormânt de la proscomidie. Restul bisericii nu este pictat. Numele zugravilor îl cunoaștem datorită pisaniei de la proscomidiar, de sub icoana Punerii în mormânt: „Pomenește, Doamne, ctitorii Preotul Petru, Mărinca, Ioan, Iosif, Gheorghe, Grozav, Petru?, Maria, Borița, preotul Iosif, preotul Vasile. Pomenește, Doamne, zugravul Filip preot, Paraschiva, Nicolae zugravul, Raveca”.